# Giovanni Tantillo
Giovanni Tantillo (Roma, 24 agosto 1937 – Roma, 16 agosto 2005) è stato un dirigente d'azienda italiano.
Tantillo entra in Rai nel 1962 all'età di 25 anni occupandosi della programmazione culturale della neonata Rai 2. Nel 1969 si occupa delle Trasmissioni Culturali e Scolastiche.
Nel 1978 diventa "Dirigente Coordinatore" della seconda struttura di programmazione di Rai 1. Nel 1987 diventa responsabile della seconda Struttura di programmazione di Rai 3 di Angelo Guglielmi e nel 1994 di una delle linee di programmazione nell'ambito di Rai 3.
Nel 1995 è chiamato a capo della funzione "Coordinamento Diritti" della Direzione Coordinamento Palinsesti Tv e sempre nello stesso anno inventò Linea Tre, un programma condotto da Lucia Annunziata. L'anno successivo assume l'incarico di direttore di Rai 1: la direzione della rete ammiraglia della Rai rappresenta l'apice della sua carriera. Manterrà la carica fino al 1998 lasciando il posto ad Agostino Saccà (in quota Polo delle Libertà) e dopo la direzione di Rai 1 passa alla direzione della Divisione Tv 2. Nel 2000 lascia la Rai. L'ultimo incarico che ricoprì fu la direzione dell'istituto Cinematografico dell'Aquila. Muore a Roma all'età di 68 anni.